# 黑头攀雀
黑头攀雀（学名：Remiz macronyx），是雀形目攀雀科的一种鸟类。

## 特征
黑头攀雀体重约9.3克，翼长约56.1毫米，嘴峰长约10.6毫米，喙宽度约3.1毫米，喙厚度约3.9毫米，跗蹠长约13.7毫米，尾长约48.5毫米。黑头攀雀是候鸟，其栖息在半开放的湖泊、沼泽等湿地环境中，食性为杂食性，主要食物来源是陆生无脊椎动物。

## 亚种
- ：分布于哈萨克斯坦西南部至乌兹别克斯坦、塔吉克斯坦和土库曼斯坦东南部。
- ：分布于土库曼斯坦西南部和伊朗北部（阿特拉克和戈尔甘山谷）。
- ：分布于伊朗东南部。
- ：分布于哈萨克斯坦东南部（巴尔喀什湖、萨瑟克湖和阿拉湖的区域）。[3]